# 張泰尊
張泰尊（1925年11月30日—1998年9月1日），也譯作張泰宗，越南農業學家，曾擔任越南共和國經濟部長、農業與土地改革部長、財政與經濟部長等職務。

## 生平
1925年11月30日，张泰尊出生於越南西貢。:825
張泰尊曾就讀於彼得呂斯·記中學（今黎鴻峰資優高中）。1956年，畢業於法國國立高等圖盧茲農業學校，成爲工程師。:825
1956年至1959年，張泰尊擔任外援監查。:8251959年，擔任綏和和平陽糖業項目技術指導。:8251960年，張泰尊前往夏威夷和臺灣進行爲期三個月的糖業考察。:826
1963年至1965年張泰尊出任越南共和國財政部長與總統助理，同時也是國營平陽糖業公司董事（張泰尊是該公司創始成員:826）。:8251965年至1966年，出任越南共和國財政與經濟部長兼經濟事務國務卿。:825:61966年至1967年出任總理辦公室祕書。:8251967年至1968年，出任經濟部長。:8251968年至1969年，出任農業與土地改革部長。:825
1969年起，張泰尊擔任越南乳業公司理事會主席。:8251970年起，擔任湄公銀行理事會主席。:825此外，還擔任湄公水產公司董事長和總管。:825-826張泰尊也是這三家公司的創始成員。:826
1975年越南共和國滅亡時，張泰尊和家人逃往臺灣避難。
1998年9月1日，張泰尊在加拿大過世。

## 個人生活
張泰尊是佛教徒。:825已婚，育有五個子女（1974年）。:825

## 榮譽

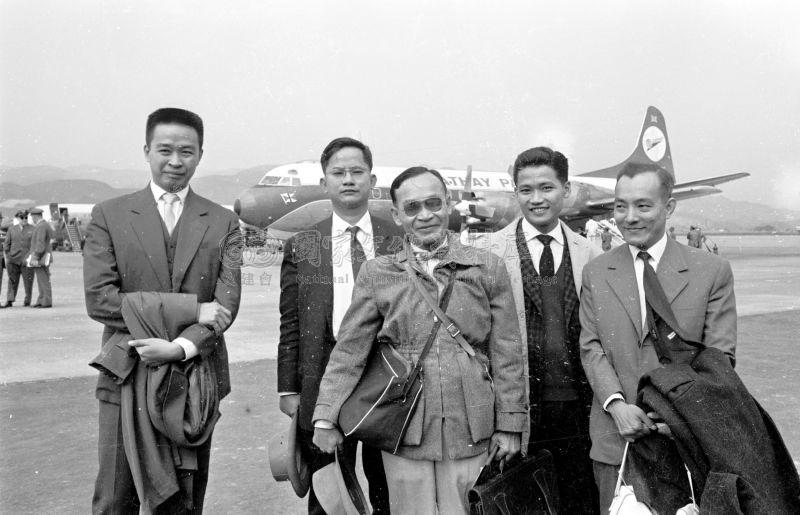
1962年，張泰尊（右一）與其他出席中越合作委員會第二次會議的越南代表團成員抵達臺北

### 越南共和國勳章
- 一等彰美佩星[4]:826
- 一等經濟佩星[4]:826
- 一等舊戰兵佩星[4]:826

### 外國勳章
- 中華民國大綬景星勳章（1965年11月13日批准，11月14日頒授）[4]:826[12][13]
- 大韓民國修交勳章（日语：修交勲章）[註 2][4]:826
- 菲律賓西加都納勳章（英语：Order of Sikatuna）達圖稱號[4]:826